# Lodowczyk Mięguszowiecki

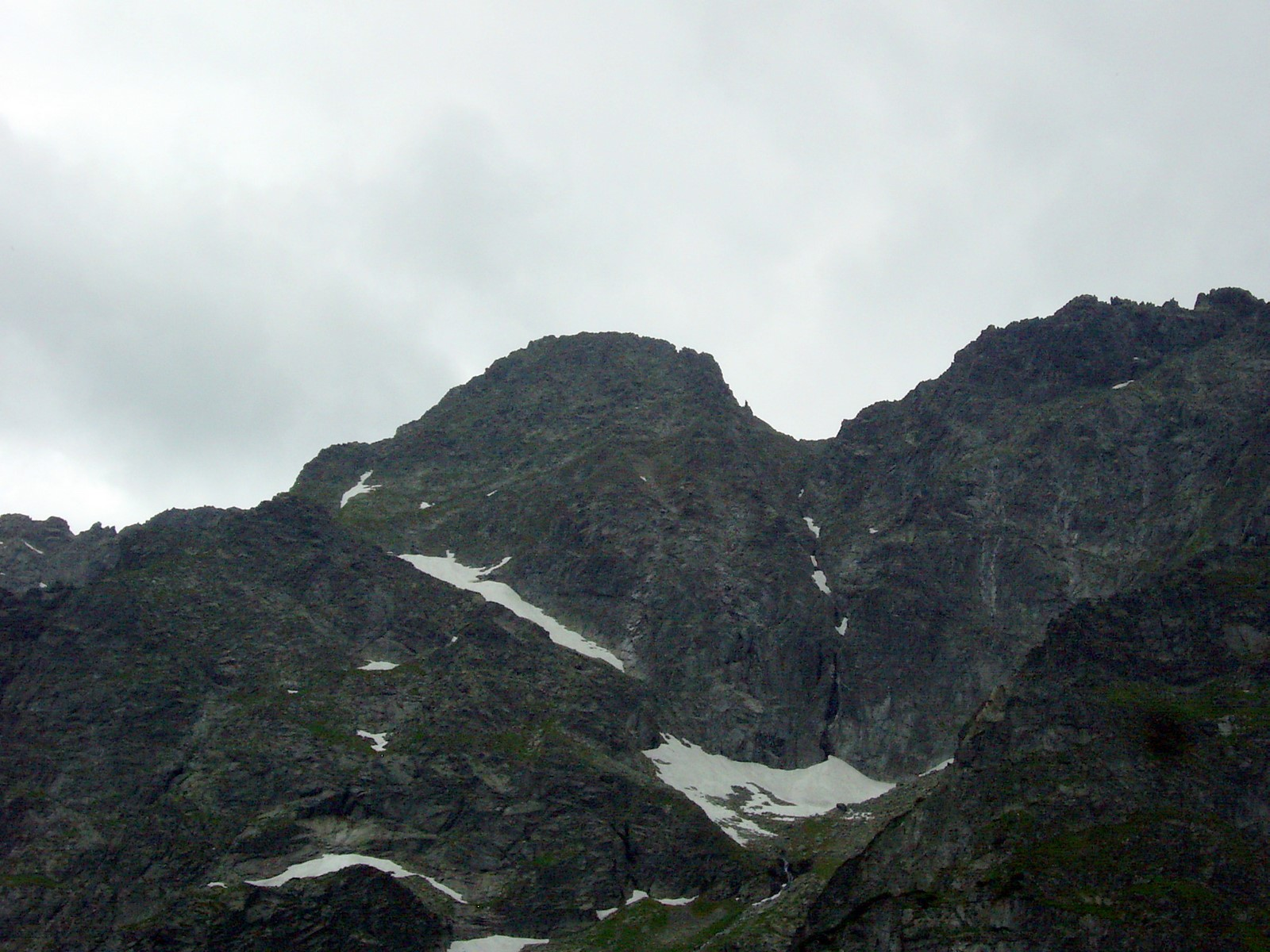
Bańdzioch i Lodowczyk Mięguszowiecki (poniżej Przełęczy pod Chłopkiem)

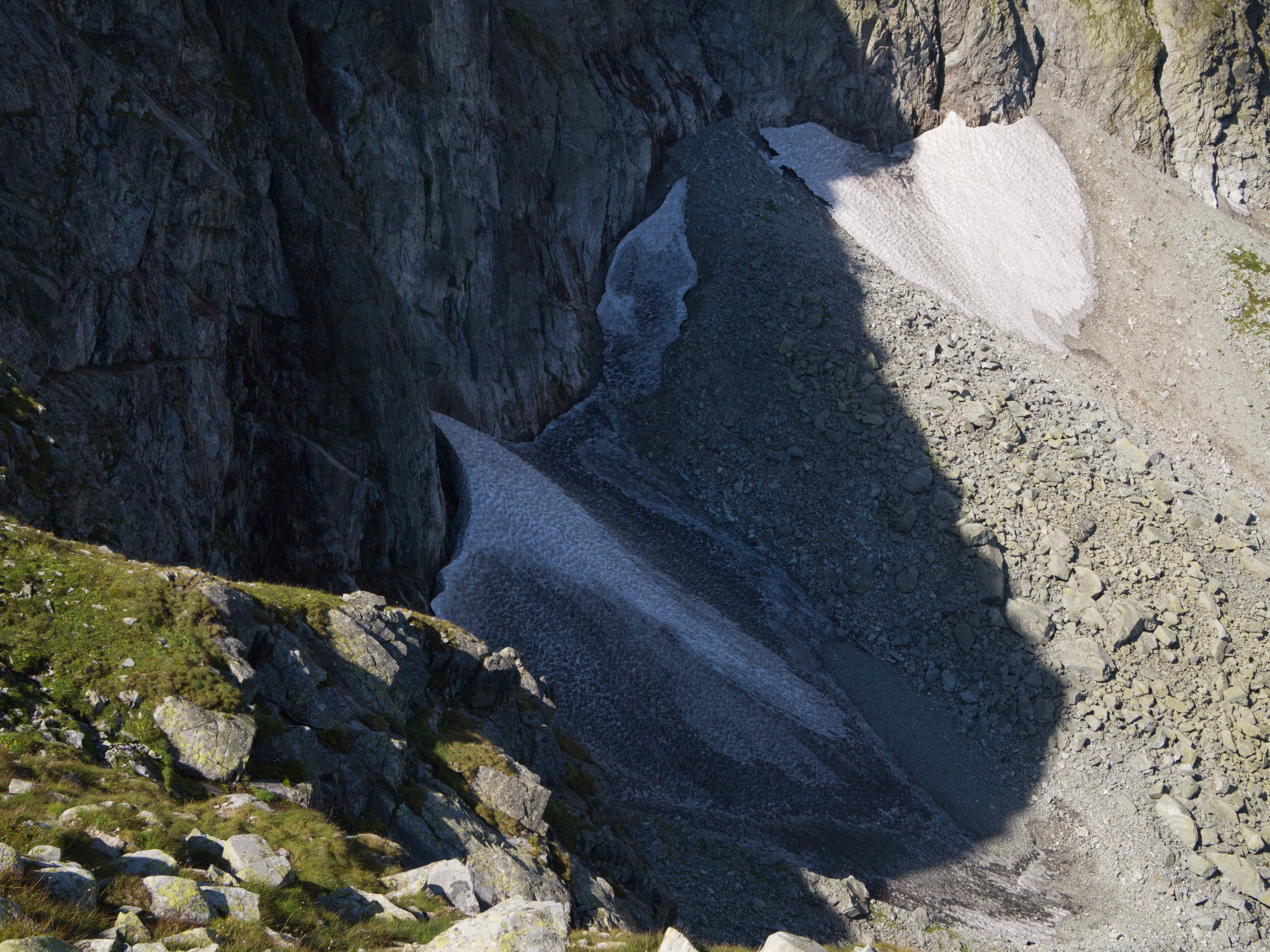
Lodowczyk Mięguszowiecki widziany ze szlaku na Kazalnicę

Lodowczyk Mięguszowiecki, Mięguszowiecki Śnieżnik – szczątkowy lodowczyk firnowy (tzw. śnieżnik) znajdujący się w Bańdziochu (Mięguszowieckim Kotle) w polskich Tatrach Wysokich. Położony jest w jego górnej części, w linii spadku Mięguszowieckiej Przełęczy pod Chłopkiem, na wysokości 1973–2035 m n.p.m. Jest to największy lodowczyk Tatr Polskich. Jego wymiary fluktuują z roku na rok. W 1982 roku powierzchnia wyniosła 0,64 ha, szerokość 136 m, a długość 94 m, natomiast w roku 1999 – 0,4671 ha, przy szerokości 106,5 m i długości 81 m. W niektóre lata łączy się wąskim pasem śnieżnym z mniejszym polem lodowo-firnowym pod Mięguszowieckim Szczytem Pośrednim. Średnie nachylenie powierzchni wynosi 35°. Od góry, pomiędzy lodowczykiem a ścianami skalnymi, tworzy się szczelina brzeżna o głębokości sięgającej 32 metrów, pod lodowczykiem natomiast znajduje się zmiennej (66-94 m) długości wytopiony tunel. Opisuje go Stanisław Krystyn Zaremba, który był tam we wrześniu 1924: 

Stąpaliśmy po coraz stromiej podnoszących się do góry piargach, pod ładnym, regularnym sklepieniem z mieniącego się zielonkawymi barwami lodu. Długość jaskini wynosiła około 55 m, szerokość 4–5 m, wysokość zaś była taka, iż można było iść cały czas nie schylając się. Kształtem swoim przypominała ta jaskinia alpejskie groty lodowcowe.

Lodowczyk Mięguszowiecki utworzył się około 200 m poniżej klimatycznej linii wiecznego śniegu, istnieje jednak dzięki licznym lawinom i zsypom śnieżnym spod Przełęczy pod Chłopkiem. Odpowiadają one za ponad 80% akumulacji śniegu, a tylko niecałe 20% pochodzi bezpośrednio z opadów atmosferycznych. Taka forma zasilania determinuje stożkowaty kształt jego górnej części. Lodowczyk wykazuje niewielki ruch, rzędu 0,6-0,8 m/rok. Czas całkowitej wymiany masy oceniany jest na 100–150 lat (taki jest też wiek najstarszych rocznych warstw). Badania lodowczyka w okresie 1958-1999 nie wykazały stałej tendencji do zmniejszania bądź zwiększania się jego rozmiarów.